# 鄭憲宗
鄭憲宗，台灣學者，現任國立臺東大學校長。

## 生平
鄭憲宗出生於臺南市，畢業於臺南第一高級中學。
鄭憲宗於1985年取得臺灣大學電機工程系學士學位，1987年從臺灣大學電子電機工程碩士畢業，1995年取得馬里蘭大學計算機科學博士學位。回台後先任職於國立東華大學資訊工程學系，1997年任教於國立成功大學資訊工程學系。2019年出任台湾科技部工程司資訊工程學門召集人，2022年上榜美國史丹佛大學公布之全球前2%頂尖科學家「終身科學影響力」榜單，2024年2月1日出任臺東大學校長。